# Prix Maurice-Trubert
Le prix Maurice-Trubert, de la fondation du même nom, est un ancien prix biennal de littérature, créé en 1921 par l'Académie française et « décerné à un auteur français de naissance et âgé de moins de trente ans au moment de la présentation de son œuvre.
L’ouvrage devra être écrit en tenant compte des traditions classiques et d'une moralité envisagée surtout au point de vue catholique ».
François Joseph Étienne Maurice Trubert (8e arrondissement de Paris, 25 juillet 1857 - Biarritz, 20 mars 1922) est un diplomate, musicien et poète français.

## Liste des lauréats
- 1922 : André Vernières, pseudonyme de Lucien de Vissec, pour Les Filets bleus
- 1924 : Henri Gouhier pour La Pensée religieuse de Descartes
- 1926 : Victor Gauvain pour La mort de mon ami
- 1928 : Henri Duclos pour Le Prieur de Prouille
- 1930 : Bernard de Pirey Saint-Alby pour À première vue
- 1932 : Renée Zeller (1887-1971) pour Sainte Catherine de Sienne
- 1934 : Suzanne Fouché pour Souffrance, école de vie
- 1937 : Jacques Michel (1908-....) pour La merveilleuse légende de saint Georges
- 1938 : Patrice de La Tour du Pin
- 1940 : Jean Benoit pour Élégies
- 1944 : Pierre Luccin pour La Taupe
- 1952 : André Sernin pour Eva, fragments du journal d'un jeune homme, 1942-1943
- 1966 : Jean Mazières pour Arsène Vermenouze et la Haute-Auvergne de son temps
- 1968 : Robert Rouquette (1905-1969) pour La Fin d’une chrétienté. Vatican II
- 1974 : Henri Nicolle pour Sérénité
- 1978 : Bertrand de Margerie pour Sacrements et développement intégral
- 1982 : Georges Castellan pour "Dieu garde la Pologne!". Histoire du catholicisme polonais, 1795-1980